# 12. pehotni polk (Avstro-Ogrska)
Za druge 12. polke glejte 12. polk.
12. pehotni polk je bil pehotni polk k.u.k. Heera.

## Zgodovina
Polk je bil ustanovljen leta 1702. 

### Prva svetovna vojna
Polkovna narodnostna sestava leta 1914 je bila sledeča: 58% Madžarov, 31% Slovakov in 11% drugih. Naborni okraj polka je bil v Komáromu, pri čemer so bile polkovne enote garnizirane sledeče: Znojmo (štab, I. in II. bataljon), Komárom (III. bataljon) in Sarajevo (IV. bataljon).
V sklopu t. i. Conradovih reform leta 1918 (od junija naprej) je bilo znižano število polkovnih bataljonov na 3.

## Organizacija
1918 (po reformi)
- 1. bataljon
- 2. bataljon
- 3. bataljon

## Poveljniki polka
- 1859: Leopold Kreysser von Kreyssern[7]
- 1865: Leopold Kreysser von Kreyssern[8]
- 1879: Anton Opitz[9]
- 1908: Gregor Miščević[10]
- 1914: Josef Leide[1]